# Карамойыл (Кокпектинский район)
Карамойыл (каз. Қарамойыл, до 199? г. — Солдатский хутор) — аул в Кокпектинском районе Абайской области Казахстана. Входит в состав Кокжайыкского сельского округа. Код КАТО — 635039500.

## Население
В 1999 году население аула составляло 310 человек (152 мужчины и 158 женщин). По данным переписи 2009 года, в ауле проживало 286 человек (152 мужчины и 134 женщины).